# 포항시 (1988년 선거구)
포항시는 대한민국의 옛 국회의원 선거구이다. 당시 경상북도 포항시 지역을 관할했다.

## 역사
제13대 국회의원 선거를 앞두고 포항시·영일군·울릉군 선거구에서 분리되면서 신설되었다.
1995년 1월, 포항시와 영일군이 통합되면서 통합 포항시가 출범했다. 또한 포항시에 구제가 실시되면서 북구와 남구가 설치되었다. 이에 제15대 국회의원 선거를 앞두고 관할 구역이 포항시 북구 선거구와 포항시 남구·울릉군 선거구로 분할되어 편입되며 폐지되었다.

## 역대 국회의원
| 선거   | 정당 | 정당       | 의원   |
| ------ | ---- | ---------- | ------ |
| 1988년 |      | 민주정의당 | 이진우 |
| 1992년 |      | 무소속     | 허화평 |

## 역대 선거 결과

### 대한민국 제13대 국회의원 선거
|  | 43.46% |

|  | 33.82% |

|  | 15.43% |

|  | 4.27% |

|  | 2.00% |

|  | 0.99% |

### 대한민국 제14대 국회의원 선거
|  | 46.33% |

|  | 39.90% |

|  | 11.64% |

|  | 2.11% |